# Claudius Blanc
Claudius Blanc (* 20. März 1854 in Lyon; † 13. Juni 1900 ebenda) war ein französischer Komponist.
Blanc studierte am Conservatoire de Paris bei François Bazin und Jules Massenet. Mit Rebecca à la fontaine, einer dreistimmigen lyrischen Szene nach Pierre Barbier gewann er 1877 den Ersten Second Grand Prix de Rome. Bis 1881 nahm er in der Hoffnung auf einen Ersten Preis jährlich erneut am Wettbewerb um den Prix de Rome teil, hatte jedoch keinen Erfolg.
Über Blancs weiteres Leben ist wenig bekannt. Bei den Concerts Colonne wurde 1877 sein Andante et scherzo gespielt, 1885 das Stück Orientale von ihm uraufgeführt.